# Italie aux Jeux olympiques d'hiver de 1976
L'Italie participe aux Jeux olympiques d'hiver de 1976, organisés à Innsbruck en Autriche. Cette nation prend part aux Jeux olympiques d'hiver pour la douzième fois de son histoire après avoir participé à toutes les éditions précédentes. La délégation italienne, formée de 58 athlètes (47 hommes et 11 femmes), remporte 4 médailles (1 d'or, 2 d'argent et 1 de bronze) et se classe au dixième rang du tableau des médailles.

## Médaillés
| Médaille                            | Nom              | Discipline | Épreuve         |
| ----------------------------------- | ---------------- | ---------- | --------------- |
| Médaille d'or, Jeux olympiques      | Piero Gros       | Ski alpin  | Slalom hommes   |
| Médaille d'argent, Jeux olympiques  | Claudia Giordani | Ski alpin  | Slalom femmes   |
| Médaille d'argent, Jeux olympiques  | Gustav Thöni     | Ski alpin  | Slalom hommes   |
| Médaille de bronze, Jeux olympiques | Herbert Plank    | Ski alpin  | Descente hommes |